# Speicher Längental

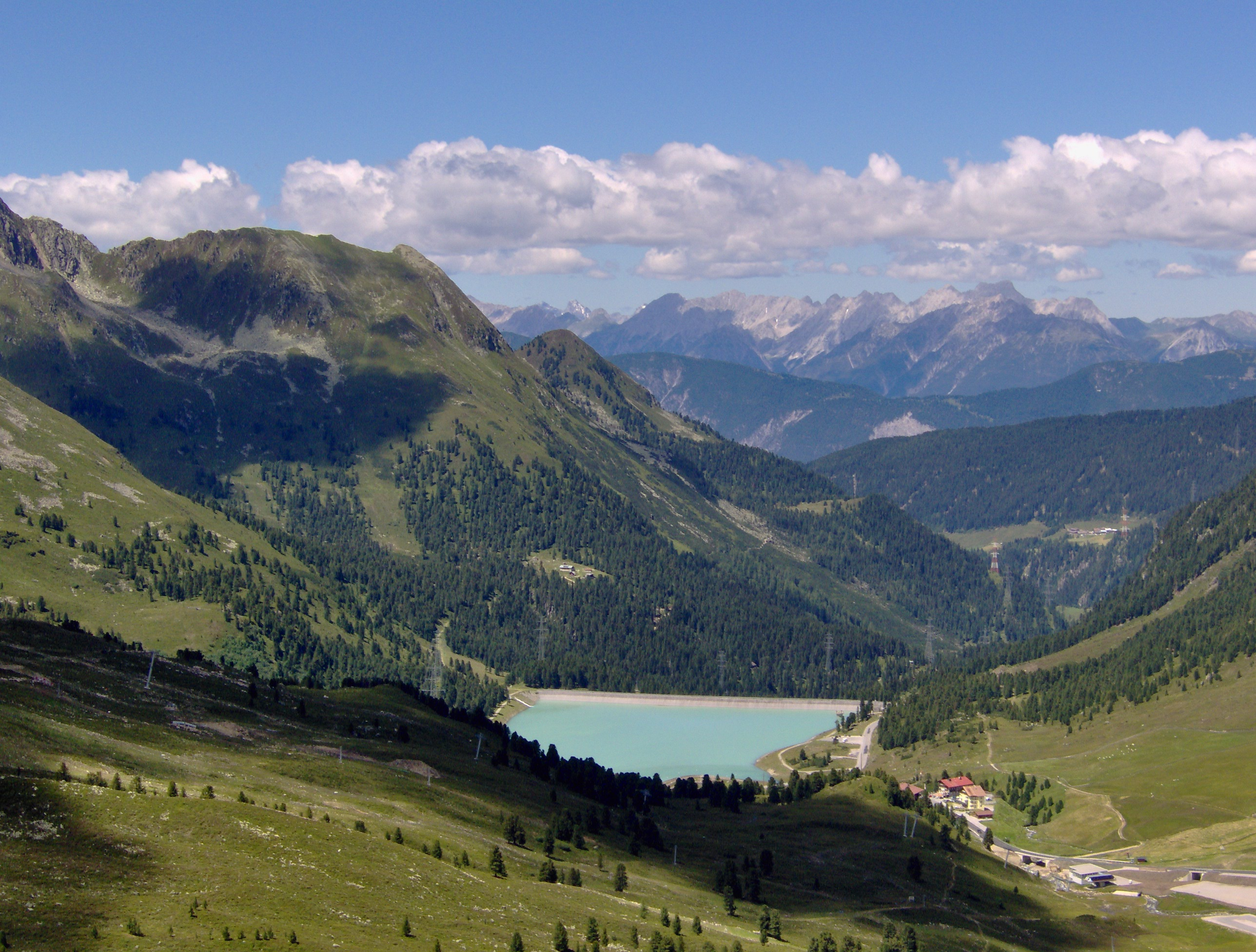
Het Speicher Längental met rechts daarvan de Kühtaistraße

Het Speicher Längental is een stuwmeer in de Oostenrijkse deelstaat Tirol.
Het ligt op 1900 meter hoogte vlak bij Kühtai. Het stuwmeer, dat 3,10 miljoen kubieke meter kan bevatten, is ontstaan na bouw van een 45 meter hoge stuwdam. Het beslaat een oppervlakte van 0,21 km² en wordt gevoed en ontwaterd door de Nederbach of Stuibenbach. Het stroomgebied dat via het Speicher Längental ontwatert is 28,4 km² groot. Het stuwmeer kwam gereed in 1980.
Samen met het Speicher Finstertal vormt het een grote bron van waterkrachtenergie die wordt opgewekt door de Kraftwerksgruppe Sellrain-Silz.